# Sandra Blanch Vidal
Sandra Blanch Vidal (Nou Barris, Barcelona, 1973) és una poeta, professora d'educació secundària i gestora cultural catalana.
Llicenciada en Geografia i Història, especialitat Antropologia i Història d'Amèrica, per la Universitat de Barcelona, té un postgrau en Gestió cultural per la Universitat Oberta de Catalunya i un altre postgrau en Món Àrab pel Centre d'Estudis i Documentació Internacionals a Barcelona (CIDOB). També va cursar tres anys d'estudis d'art dramàtic. Treballa a l'Obra Social "la Caixa", on ha estat tècnica del Programa CaixaProinfància i gestora del programa Tens talent per a la identificació del talent en infància en situació de vulnerabilitat. Durant tres anys va ser la coordinadora del programa Violència. Tolerància Zero. La seva activitat laboral s'ha dirigit principalment a temes socials, educatius i artístics. Va ser professora d'Educació secundària, consultora en projectes educatius i d'e-learning i redactora de continguts per a diferents projectes editorials. La poesia és l'activitat a la qual dedica bona part del seu temps. Anteriorment, havia participat, abans de ser mare de dos nens, en la creació i actuació de diferents espectacles teatrals del circuit off de Barcelona. Ha publicat "Explicar les punxes", que va esdevenir VIII premi Nit de Poesia al carrer de l'Ametlla de mar 2017, i "Era això", IV premi Miquel Bauçà de poesia. La poètica de Sandra Blanch s'alça des de l'esperit de contradicció, s'eleva des del crit i perfora fins al moll de l'os utilitzant, però, un llenguatge planer i entenedor.